# Pontiac (Illinois)
Pontiac és una població dels Estats Units a l'estat d'Illinois. Segons el cens del 2000 tenia 11.864 habitants.

## Demografia
Segons el cens del 2000, Pontiac tenia 11.864 habitants, 4.139 habitatges, i 2.619 famílies. La densitat de població era de 874,2 habitants/km².
Dels 4.139 habitatges en un 31,9% hi vivien nens de menys de 18 anys, en un 47,6% hi vivien parelles casades, en un 11,9% dones solteres, i en un 36,7% no eren unitats familiars. En el 31,6% dels habitatges hi vivien persones soles el 13,2% de les quals corresponia a persones de 65 anys o més que vivien soles. El nombre mitjà de persones vivint en cada habitatge era de 2,39 i el nombre mitjà de persones que vivien en cada família era de 3.
Per edats la població es repartia de la següent manera: un 22,9% tenia menys de 18 anys, un 10,6% entre 18 i 24, un 32,7% entre 25 i 44, un 20,3% de 45 a 60 i un 13,5% 65 anys o més.
L'edat mediana era de 35 anys. Per cada 100 dones de 18 o més anys hi havia 125,6 homes.
La renda mediana per habitatge era de 37.593 $ i la renda mediana per família de 43.231 $. Els homes tenien una renda mediana de 35.709 $ mentre que les dones 22.302 $. La renda per capita de la població era de 16.863 $. Aproximadament el 8,1% de les famílies i l'11,7% de la població estaven per davall del llindar de pobresa.

## Poblacions més properes
El següent diagrama mostra les poblacions més properes.